# Umarell

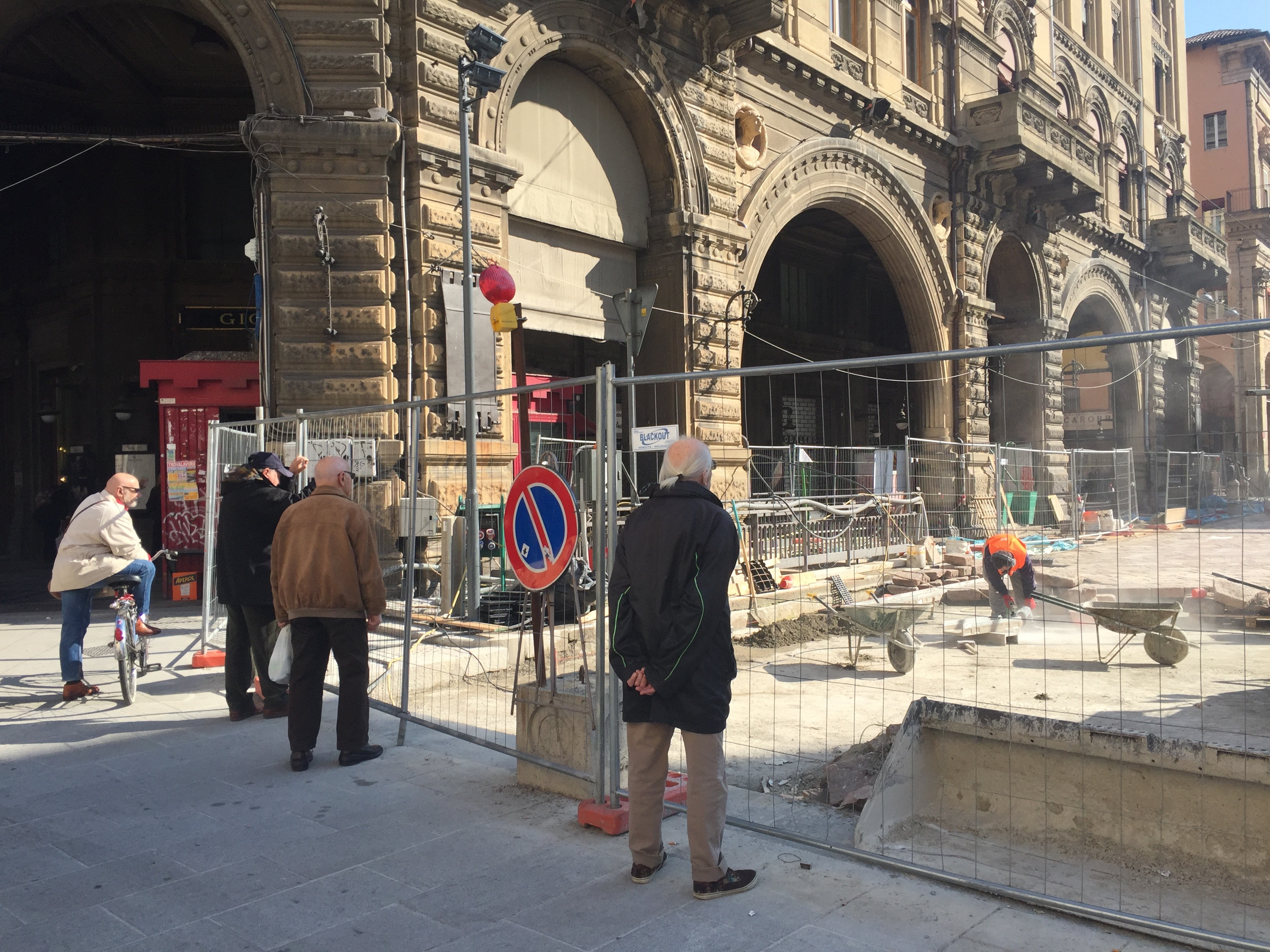
Des Umarells observant le re-pavage à l'angle du Palazzo Re Enzo et de la via Rizzoli à Bologne en 2016.

Umarell (prononcé : [umaˈrɛl] ; emprunt italien à la langue bolonaise umarèl [umaˈrɛːl]) est un terme populaire à Bologne décrivant spécifiquement les hommes à l'âge de la retraite, qui passent le temps à regarder les chantiers de construction, en particulier les travaux routiers, et ayant comme postures caractéristiques leurs mains jointes dans le dos et la fourniture de conseils non-sollicités concernant les travaux.

## Origine du mot
Sa signification littérale est « petit homme » (aussi umarèin) parfois en association avec zdaura (ou żdåura [ˈÐdʌu̯ra]) faisant référence à la femme d'un umarell. Le terme est utilisé comme moquerie légère ou comme auto-dépréciation.
Le terme moderne est popularisé en 2005 par l'écrivain local Danilo Masotti, à travers deux livres et un blog associé,. L'auteur définit les umarells comme étant des hommes à qui leur femme demande de quitter la maison dès le matin pour qu'ils ne restent pas à traîner dans leurs jambes.
En décembre 2020, le mot a été inclus dans le dictionnaire Zingarelli,,,,.

## Cas d'utilisation
En 2015, la ville de Riccione, à environ 130 kilomètres au sud-est de Bologne, a alloué un budget de 11 000 € pour verser un salaire aux umarells pour superviser les chantiers dans la ville. Ils sont chargés de compter le nombre de camions entrant et sortant des chantiers, pour s'assurer que les matériaux étaient livrés ou enlevés conformément aux reçus, et prémunir les chantiers des vols lorsqu'ils sont sans surveillance. La ville de San Lazzaro di Savena, à 6 kilomètres au sud-est de Bologne, a décerné le prix « Umarell de l'année » à un résident local, Franco Bonini,.
En 2016, l'association culturelle locale Succede solo a Bologna [« Cela n'arrive qu'à Bologne »] a publié la « carte Umarèl » en tant que moyen de collecter des fonds pour la poursuite de la restauration de l'église San Petronio,. Par ailleurs, une application pour smartphone appelée Umarells a été publiée pour suivre l'emplacement des travaux routiers et des chantiers de construction en cours,. La chaîne de restauration rapide Burger King a également « embauché » plusieurs umarells dans le cadre d'une campagne de marketing sur les réseaux sociaux pour promouvoir sa présence  dans le pays.
En juillet 2017, la « commission consultative pour la dénomination des rues » de la mairie de Bologne a approuvé la dénomination d'une place publique à l'est du centre-ville dans le quartier de Cirenaica Piazzetta degli Umarells en reconnaissance de la renommée locale du concept et du nom (et notant avec ironie consciente que la place était en construction à l'époque),,,.
En avril 2018, la place publique a été inaugurée par le conseiller municipal Matteo Lepore, le président du district Simone Borsari, le « seigneur des umarells » Franco Bonini, le comédien de stand-up Maurizio Pagliari et l'écrivain Danilo Masotti. Un an plus tard, le panneau de signalisation de la place a été volé. 
En avril 2020, le magazine de bandes dessinées Topolino a consacré un épisode à l'umarell Gerindo Persichetti.